# GP Région Wallonne 2015
De 16e editie van de GP Région Wallonne werd gehouden op 13 december 2015 in Spa-Francorchamps. De wedstrijd maakte deel uit van de Superprestige veldrijden 2015-2016. De Belg Wout van Aert won hier zijn vierde Superprestige wedstrijd van het seizoen en blijft stevig aan de leiding in het Superprestige-klassement.

## Mannen elite

### Uitslag
| Plaats  | Naam                | Ploeg                         | Tijd     |
| ------- | ------------------- | ----------------------------- | -------- |
| Winnaar | Wout van Aert       | Vastgoedservice-Golden Palace | 1u03'00" |
| 2       | Sven Nys            | Crelan-AA Drink               | + 1'04"  |
| 3       | Kevin Pauwels       | Sunweb-Napoleon Games         | + 1'13"  |
| 4       | Klaas Vantornout    | Sunweb-Napoleon Games         | + 1'16"  |
| 5       | Corné van Kessel    | Telenet-Fidea                 | + 1'29"  |
| 6       | Toon Aerts          | Telenet-Fidea                 | + 1'30"  |
| 7       | Thijs van Amerongen | Telenet-Fidea                 | + 1'33"  |
| 8       | Lars van der Haar   | Giant-Alpecin                 | + 1'42"  |
| 9       | Tom Meeusen         | Telenet-Fidea                 | + 2'09"  |
| 10      | Tim Merlier         | Vastgoedservice-Golden Palace | + 2'46"  |

| Pos. | Punten |
| ---- | ------ |
| 1    | 40     |
| 2    | 30     |
| 3    | 20     |
| 4    | 15     |
| 5    | 10     |
| 6    | 8      |
| 7    | 6      |
| 8    | 4      |
| 9    | 2      |
| 10   | 1      |

### Stand Superprestige
Na 5 wedstrijden (Cyclocross Gieten, Cyclocross Zonhoven, Cyclocross Ruddervoorde, Cyclocross Asper-Gavere en GP Région Wallonne) was dit de stand voor de Superprestige:
| Plaats | Naam              | Ploeg                         | Punten |
| ------ | ----------------- | ----------------------------- | ------ |
| 1      | Wout van Aert     | Vastgoedservice-Golden Palace | 74     |
| 2      | Sven Nys          | Crelan-AA Drink               | 65     |
| 3      | Kevin Pauwels     | Sunweb-Napoleon Games         | 63     |
| 4      | Lars van der Haar | Giant-Alpecin                 | 55     |
| 5      | Klaas Vantornout  | Sunweb-Napoleon Games         | 45     |
| 6      | Laurens Sweeck    | ERA Real Estate-Murprotec     | 38     |
| 7      | Tim Merlier       | Vastgoedservice-Golden Palace | 33     |
| 8      | Rob Peeters       | Vastgoedservice-Golden Palace | 28     |
| 9      | Corné van Kessel  | Telenet-Fidea                 | 26     |
| 10     | Tom Meeusen       | Telenet-Fidea                 | 24     |

### Veranderingen
- Teammaten Tim Merlier (acht naar zeven) en Rob Peeters verwisselen van plaats.
- Ook teammaten Corné van Kessel (tien naar negen) en Tom Meeusen verwisselen van plaats.

2000 ·
2001 ·
2002 ·
2003 ·
2004 ·
2005 ·
2006 ·
2007 ·
2008 ·
2009 ·
2010 ·
2011 ·
2012 ·
2013 ·
2014 ·
2015 ·
2016
 Cyclocross Gieten · 
 Cyclocross Zonhoven · 
 Cyclocross Ruddervoorde · 
 Cyclocross Asper-Gavere · 
 GP Région Wallonne · 
 Cyclocross Diegem · 
 Vlaamse Aardbeiencross · 
 Noordzeecross